# جام قهرمانان کونکاکاف ۱۹۹۷
جام قهرمانان کونکاکاف ۱۹۹۷ سی‌ و سومین دوره مسابقات بین‌المللی فوتبال باشگاهی سالانه جام قهرمانان کونکاکاف بود که در منطقه کونکاکاف (آمریکای شمالی، آمریکای مرکزی و دریای کارائیب) برگزار شد.
تیم‌ها به ۳ منطقه (شمالی، مرکزی و کارائیب) تقسیم شدند. منطقه شمالی ۳ تیم را به طور مستقیم به یک‌چهارم نهایی فرستاد و دو تیم هم به مقابل یکدیگر در یک مرحله مقدماتی بازی کردند. منطقه مرکزی یک تورنمنت منطقه‌ای برگزار کرد تا ۳ تیم برتر را به مسابقات بفرستد. به منطقه کارائیب هم ۱ سهمیه داده شد.
این اولین بار بود که تیمی از طریق ام‌ال‌اس وارد مسابقات شد. تیم‌های قهرمان و نایب قهرمان جام ام‌ال‌اس امسال به مسابقات دعوت شدند.
۸ تیم در مرحله نهایی حضور داشتند که در واشنگتن دی‌سی برگزار شد. کروز آزول در دیدار فینال با نتیجه ۵–۳ مقابل لس آنجلس گلکسی برنده شد و پنجمین قهرمانی خود را بدست آورد. لس آنجلس گلکسی اولین تیم آمریکایی بود که به فینال مسابقات رسید.

## مرحله مقدماتی منطقه‌ای

### منطقه آمریکای شمالی
| تیم ۱          | نتیجه | تیم ۲         |
| -------------- | ----- | ------------- |
| لس آنجلس گلکسی | ۴–۱   | سانتوس لاگونا |

### منطقه آمریکای مرکزی

#### مرحله مقدماتی
| تیم ۱      | نتیجه نهایی | تیم ۲    | بازی رفت | بازی برگشت |
| ---------- | ----------- | -------- | -------- | ---------- |
| یورو کیکرز | ۵–۶         | دیریانگن | ۴–۲      | ۱–۴        |

#### مرحله اول
| تیم ۱            | نتیجه نهایی | تیم ۲        | بازی رفت | بازی برگشت |
| ---------------- | ----------- | ------------ | -------- | ---------- |
| کارتاگینیس       | ۹–۲         | تائورو       | ۵–۰      | ۴–۲        |
| فاس              | ۲–۲ (۳–۵ پ) | کامیونیکیشنس | ۱–۱      | ۱–۱        |
| شلاهو            | ۲–۰         | رئال وردس    | ۰–۰      | ۲–۰        |
| یوونتوس          | ۴–۲         | رئال اسپانیا | ۰–۱      | ۴–۱        |
| لوئیس آنخل فیرپو | ۳–۱         | المپیا       | ۰–۰      | ۳–۱        |
| دیریانگن         | ۴–۵         | آلاخولنسه    | ۳–۲      | ۱–۳        |

#### مرحله دوم
| تیم ۱      | نتیجه نهایی | تیم ۲            | بازی رفت | بازی برگشت |
| ---------- | ----------- | ---------------- | -------- | ---------- |
| یوونتوس    | ۲–۸         | کامیونیکیشنس     | ۰–۳      | ۲–۵        |
| شلاهو      | ۲–۳         | لوئیس آنخل فیرپو | ۲–۱      | ۰–۲        |
| کارتاگینیس | ۲–۱         | آلاخولنسه        | ۲–۱      | –          |

## منطقه کارائیب
فینال
| ۲ اوت ۱۹۹۷ | یونایتد پتروترین | ۲–۱ | سبا یونایتد |  |

## تیم‌های راه یافته

### منطقه آمریکای شمالی
لیگ برتر فوتبال:
- دی‌سی یونایتد – قهرمان جام ام‌ال‌اس ۱۹۹۶
- لس آنجلس گلکسی – برنده مرحله مقدماتی (نایب قهرمان جام ام‌ال‌اس ۱۹۹۶)

لیگ برتر مکزیک:
- گوادالاخارا – قهرمان فصل تابستانی ۱۹۹۷
- کروز آزول – مدافع عنوان قهرمانی

### منطقه آمریکای مرکزی
- کارتاگینیس – برنده مرحله دوم مقدماتی
- لوئیس آنخل فیرپو – برنده مرحله دوم مقدماتی
- کامیونیکیشنس  – برنده مرحله دوم مقدماتی

### منطقه کارائیب
- یونایتد پتروترین  – قهرمان جام باشگاه‌های کارائیب ۱۹۹۷

## نمودار
|  | یک‌چهارم نهایی    | یک‌چهارم نهایی  |                |   | نیمه نهایی | نیمه نهایی |  |  | فینال | فینال |
|  |                  |                |                |   |            |            |  |  |       |       |
|  |                  |                |                |   |            |            |  |  |       |       |
|  |                  |                |                |   |            |            |  |  |       |       |
|  | دی‌سی یونایتد     | ۱              |                |   |            |            |  |  |       |       |
|  | دی‌سی یونایتد     | ۱              |                |   |            |            |  |  |       |       |
|  | یونایتد پتروترین | ۰              |                |   |            |            |  |  |       |       |
|  | یونایتد پتروترین | ۰              | دی‌سی یونایتد   | ۰ |            |            |  |  |       |       |
|  |                  |                | دی‌سی یونایتد   | ۰ |            |            |  |  |       |       |
|  |                  | لس آنجلس گلکسی | ۱              |   |            |            |  |  |       |       |
|  | لس آنجلس گلکسی   | لس آنجلس گلکسی | ۱              | ۲ |            |            |  |  |       |       |
|  | لس آنجلس گلکسی   |                |                | ۲ |            |            |  |  |       |       |
|  | لوئیس آنخل فیرپو | ۰              |                |   |            |            |  |  |       |       |
|  | لوئیس آنخل فیرپو | ۰              | لس آنجلس گلکسی | ۳ |            |            |  |  |       |       |
|  |                  |                | لس آنجلس گلکسی | ۳ |            |            |  |  |       |       |
|  |                  | کروز آزول      | ۵              |   |            |            |  |  |       |       |
|  | گوادالاخارا      | کروز آزول      | ۵              | ۱ |            |            |  |  |       |       |
|  | گوادالاخارا      |                |                | ۱ |            |            |  |  |       |       |
|  | کارتاگینیس       | ۰              |                |   |            |            |  |  |       |       |
|  | کارتاگینیس       | ۰              | گوادالاخارا    | ۲ |            |            |  |  |       |       |
|  |                  |                | گوادالاخارا    | ۲ |            |            |  |  |       |       |
|  |                  | کروز آزول      | ۳              |   |            |            |  |  |       |       |
|  | کروز آزول        | کروز آزول      | ۳              | ۵ |            |            |  |  |       |       |
|  | کروز آزول        |                |                | ۵ |            |            |  |  |       |       |
|  | کامیونیکیشنس     | ۰              |                |   |            |            |  |  |       |       |
|  | کامیونیکیشنس     | ۰              |                |   |            |            |  |  |       |       |

## یک‌چهارم نهایی
| لس آنجلس گلکسی          | ۲–۰ | لوئیس آنخل فیرپو |
| ----------------------- | --- | ---------------- |
| ولتون ۴۵' · اورتادو ۷۸' |     |                  |

| دی‌سی یونایتد | ۱–۰ | یونایتد پتروترین |
| ------------ | --- | ---------------- |
| اچوری ۸۴'    |     |                  |

| کروز آزول                                                 | ۵–۰ | کامیونیکیشنس |
| --------------------------------------------------------- | --- | ------------ |
| گالیندو ۵'، ۵۷' · جیگروس ۴۲' · ارموسییو ۵۶' · پالنسیا ۷۸' |     |              |

| گوادالاخارا | ۱–۰ | کارتاگینیس |
| ----------- | --- | ---------- |
| روبلز ۳۴'   |     |            |

## نیمه نهایی
| دی‌سی یونایتد | ۰–۱ | لس آنجلس گلکسی |
| ------------ | --- | -------------- |
|              |     | جونز ۱۰'       |

| گوادالاخارا                 | ۲–۳ | کروز آزول                                         |
| --------------------------- | --- | ------------------------------------------------- |
| سانچز ۸۶' (پ) · مارتینز ۹۰' |     | سانچز ۲۶' (گل‌به‌خودی) · جیگروس ۳۶' · آدومایتیس ۷۷' |

## رده بندی
| دی‌سی یونایتد          | ۲–۲ | گوادالاخارا                |
| --------------------- | --- | -------------------------- |
| آرچه ۴۰' · ایروها ۸۹' |     | آکوستا ۵۵' · سانچز ۸۶' (پ) |

- مقام سوم بین دو تیم تقسیم شد.

## فینال
| لس آنجلس گلکسی               | ۳–۵ | کروز آزول                                                         |
| ---------------------------- | --- | ----------------------------------------------------------------- |
| اورتادو ۸'، ۱۴' · کامپوس ۷۸' |     | گالیندو ۳۰' (پ) · رودریگز ۳۱' · آدومایتیس ۳۶' · ارموسییو ۶۲'، ۶۶' |